# Če si moja
»Če si moja« je skladba in prvi singel skupine Prizma iz leta 1977. Avtor glasbe je Danilo Kocjančič, besedilo pa je napisal Drago Mislej "Mef".

## Snemanje
Sladbo je producirala skupina. Izdana pa je bila le kot singel (nikoli na albumu) pri založbi Helidon na mali vinilni plošči.

## Zasedba

### Produkcija
- Danilo Kocjančič – glasba
- Drago Mislej – besedilo
- Prizma – aranžma, producent

### Studijska izvedba
- Ladi Mljač – solo vokal, bobni, tolkala
- Igor Kos – kitara, vokal
- Danilo Kocjančič – bas kitara, vokal
- Franci Čelhar – klaviature, vokal

## Mala plošča
7" vinilka
- »Če si moja« (A-stran) – 2ː35
- »Cesta v jutro« (B-stran) – 2ː42